# Elaine Davidsonová
Elaine Davidsonová (nepřechýleně Davidson, * 1965, Brazílie) je podle Guinnessovy knihy rekordů ženou s nejvíce piercingy. V roce 2000, kdy se do Guinnessovy knihy rekordů dostala, měla na svém těle 462 piercingů. O devět let později již na svém těle měla 6 005 těchto ozdob a v roce 2011 jich nosila 6 925, z nichž 500 měla umístěných v intimních místech. Všechny její piercingy váží dohromady přes 3 kilogramy. Sama však pochází z rodiny, která k tetování, ani piercingu neinklinuje. Davidsonové navíc podle svého vyjádření, jež poskytla listu The Daily Telegraph, není ani aplikace šperků příliš příjemná, nicméně je ochotná ji podstupovat s vidinou ustavení rekordu o nejvyšším počtu piercingů na svém těle.
Davidsonová je bývalou zdravotní sestrou, kterou však živí prodej aromaterapeutických olejíčků v obchodě pojmenovaném „Tropical Rainbow“. Dne 10. června 2011 se ve skotském Edinburghu, kde žije, po patnáctileté známosti provdala za úředníka v důchodu Douglase Watsona.